# Parlement van de Franse Gemeenschap

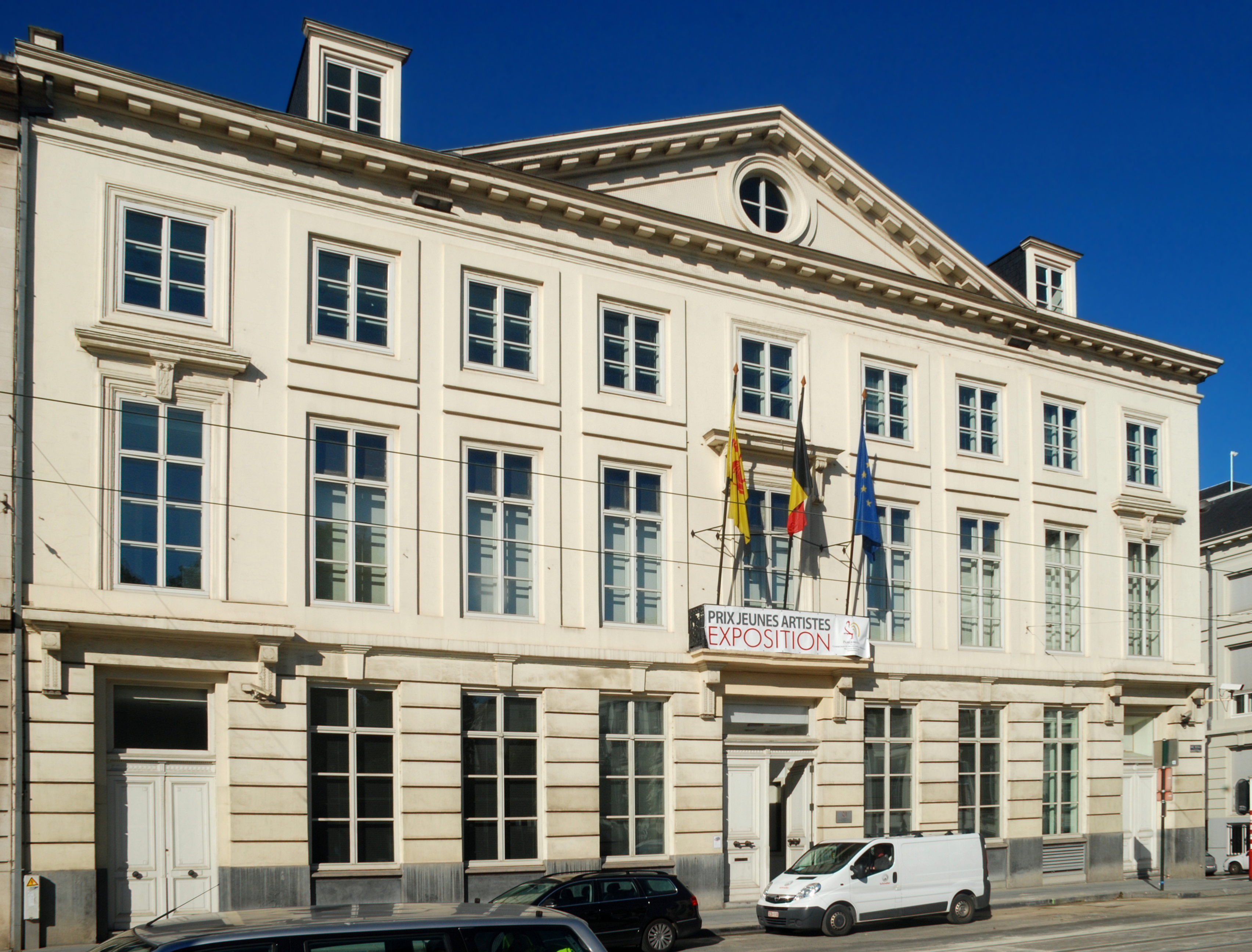
Hôtel de Ligne in Brussel

Het Parlement van de Franse Gemeenschap, door de instelling zelf Parlement van de Federatie Wallonië-Brussel (Frans: Parlement de la Fédération Wallonie-Bruxelles of PFWB) genoemd, is de volksvertegenwoordiging van de Franse Gemeenschap van België, bestaande uit de Franssprekende inwoners van België van zowel Wallonië als het Brussels Hoofdstedelijk Gewest. Het Franstalige parlement bestaat uit 94 leden en heeft zijn zetel in Brussel.
De historische voorloper van dit parlement is de Franse Cultuurraad, die in de Belgische Grondwet omgevormd werd tot de Franse Gemeenschapsraad. Al deze raden van gewesten en gemeenschappen zijn intussen omgedoopt tot parlement.

## Bevoegdheid
Het Parlement van de Franse Gemeenschap heeft in principe dezelfde bevoegdheden als die van de Vlaamse en Duitstalige Gemeenschappen, namelijk de persoonsgebonden aangelegenheden (cultuur, onderwijs ...).
Waar het Vlaams Gewest en de Vlaamse Gemeenschap werden samengevoegd tot één parlement en één regering, bestaat er aan de Franstalige kant de omgekeerde neiging om de nadruk te leggen op Wallonië en Brussel (vandaar ook de naam "Fédération Wallonie-Bruxelles"). Per artikel 138 van de Belgische Grondwet kan het Franse Gemeenschapsparlement immers bevoegdheden afstaan aan het Waals Parlement en de Franse taalgroep van het Brussels Parlement (Franse Gemeenschapscommissie, COCOF). Dit is ook gebeurd voor onder andere toerisme, sociale promotie, beroepsomscholing en -bijscholing, sportinfrastructuur, beheer van onderwijsgebouwen, leerlingenvervoer, gezondheidsbeleid en maatschappelijk welzijn. De COCOF en het Waals Gewest kunnen in deze materies eigen wetgevende teksten (decreten) goedkeuren.

## Werking

### Bureau
Aan het begin van elke zitting van het parlement kiest de voltallige vergadering, via afzonderlijke en geheime stemming, een voorzitter, de eerste, de tweede en de derde ondervoorzitter en drie secretarissen, volgens het systeem van evenredige vertegenwoordiging van de fracties in het parlement. De verkozen vormen samen het Bureau.
Sinds 16 juli 2024 is het Bureau van het parlement als volgt samengesteld:
- Voorzitter: Benoît Dispa (Les Engagés)
- 1ste ondervoorzitter: Caroline Cassart-Mailleux (MR)
- 2de ondervoorzitter: Mourad Sahli (PS)
- 3de ondervoorzitter: Anne Laffut (MR)
- Secretaris: Sabine Roberty (PS)
- Secretaris: Alice Bernard (PTB)
- Secretaris: Clémentine Barzin (MR).

#### De rol van het Bureau
Het Bureau regelt administratieve, financiële en gerechtelijke kwesties die betrekking hebben op de interne organisatie van het parlement, zijn griffie en zijn organen. Namens het Bureau heeft de griffier zeggenschap over alle diensten van het parlement en zijn personeel.
Het Bureau houdt zich ook bezig met administratieve en financiële kwesties betreffende de leden van het parlement. Het vertegenwoordigt het parlement in buitengerechtelijke handelingen, in opdracht van de ambtenaar die hij aanwijst.
Een lid van het Bureau is verantwoordelijk voor de presentatie, namens het Bureau, van de begroting, de boekhouding, de rekeningen en het beheer van de middelen van het parlement aan het Comité voor de boekhouding. In het kader van de afsluiting van de rekeningen neemt het Bureau een besluit over de conclusies van het verslag van dezelfde commissie over de regelmatigheid van de rekeningen met het oog op de toezending ervan aan het parlement.
Wat de voorbereiding van de huishoudelijke begroting betreft, stelt het bureau, na advies van het Comité voor financiële verslaglegging, aan de voltallige vergadering ook een ontwerpbegroting voor het volgende jaar voor.
De Secretaris-Generaal van het parlement of "Griffier" is het hoofd van de administratie en woont ook de vergaderingen van het Bureau bij en stelt de notulen op.

### Politieke fracties
Een politieke fractie is een vereniging van leden die binnen het parlement zijn gekozen en over het algemeen tot dezelfde politieke familie behoren. Om een fractie op te richten in het parlement, moet de fractie ten minste vijf leden tellen.
Naast de erkenning, waarin het Reglement van het parlement voorziet, brengt de fractie de werkzaamheden van haar leden samen, zorgt zij voor de samenhang van het politieke optreden en verdedigt zij de ideeën en standpunten van haar leden.
Een fractie wordt voorgezeten door een fractievoorzitter die wordt omringd door een politiek secretaris en medewerkers die de dossiers beheren.
Er zijn vijf politieke fracties in de vergadering voor de zittingsperiode 2024-2029:
- De MR-groep: 31 leden
- De PS-groep: 24 leden
- De Les Engagés-groep: 19 leden
- De PTB-groep: 12 leden
- De Ecolo-groep: 7 leden

### Voorzitters
Hieronder volgt een lijst van alle voorzitters van het Parlement van de Franse Gemeenschap. Van 1971 tot 1980 heette het de Cultuurraad voor de Franse Cultuurgemeenschap, van 1980 tot 1996 de Raad van de Franse Gemeenschap, van 1996 tot 2001 Parlement van de Franse Gemeenschap, van 2001 tot 2016 Parlement van de Franse Gemeenschap Wallonië-Brussel en ten slotte sinds 2016 Parlement van de Federatie Wallonië-Brussel.
| Nr.                                                  | Naam                                          | Partij                                        | Partij                                        | Ambtsperiode                                  |
| Cultuurraad voor de Franse Cultuurgemeenschap        | Cultuurraad voor de Franse Cultuurgemeenschap | Cultuurraad voor de Franse Cultuurgemeenschap | Cultuurraad voor de Franse Cultuurgemeenschap | Cultuurraad voor de Franse Cultuurgemeenschap |
| ---------------------------------------------------- | --------------------------------------------- | --------------------------------------------- | --------------------------------------------- | --------------------------------------------- |
| 1                                                    | Georges Dejardin                              |                                               | PSB                                           | 7 december 1971 - 15 oktober 1973             |
| 2                                                    | Emile-Edgard Jeunehomme                       |                                               | PLP                                           | 16 oktober 1973 - 20 oktober 1975             |
| 3                                                    | Lucien Outers                                 |                                               | FDF                                           | 21 oktober 1975 - 18 oktober 1976             |
| (2)                                                  | Emile-Edgard Jeunehomme                       |                                               | PLP                                           | 19 oktober 1976 - 13 juni 1977                |
| 4                                                    | Paul de Stexhe                                |                                               | PSC                                           | 14 juni 1977 - 9 april 1979                   |
| 5                                                    | Léon Hurez                                    |                                               | PS                                            | 10 april 1979 - 3 november 1980               |
| Raad van de Franse Gemeenschap                       |                                               |                                               |                                               |                                               |
| 6                                                    | Irène Pétry                                   |                                               | PS                                            | 4 november 1980 - 18 oktober 1982             |
| 7                                                    | Michel Toussaint                              |                                               | PRL                                           | 19 oktober 1982 - 15 oktober 1984             |
| 8                                                    | Charles Poswick                               |                                               | PRL                                           | 16 oktober 1984 - 2 december 1985             |
| 9                                                    | Jean-Pierre Grafé                             |                                               | PSC                                           | 3 december 1985 - 1 februari 1988             |
| 10                                                   | Antoinette Spaak                              |                                               | FDF                                           | 2 februari 1988 - 6 januari 1992              |
| 11                                                   | Anne-Marie Corbisier-Hagon                    |                                               | PSC                                           | 7 januari 1992 - 5 juli 1999                  |
| Parlement van de Franse Gemeenschap                  |                                               |                                               |                                               |                                               |
| 12                                                   | Willy Taminiaux                               |                                               | PS                                            | 13 juli 1999 - 3 april 2000                   |
| 13                                                   | Richard Miller                                |                                               | PRL                                           | 4 april 2000 - 16 oktober 2000                |
| 14                                                   | Jean-Marie Severin                            |                                               | PRL                                           | 17 oktober 2000 - 15 oktober 2001             |
| Parlement van de Franse Gemeenschap Wallonië-Brussel |                                               |                                               |                                               |                                               |
| 15                                                   | Françoise Schepmans                           |                                               | PRL                                           | 16 oktober 2001 - 5 juli 2004                 |
| 16                                                   | Freddy Deghilage                              |                                               | PS                                            | 6 juli 2004 - 18 juli 2004                    |
| 17                                                   | Isabelle Simonis                              |                                               | PS                                            | 19 juli 2004 - 27 oktober 2004                |
| 18                                                   | Jean-François Istasse                         |                                               | PS                                            | 28 oktober 2004 - 30 juni 2009                |
| 19                                                   | Véronique Salvi                               |                                               | cdH                                           | 30 juni 2009 - 15 juli 2009                   |
| 20                                                   | Jean-Charles Luperto                          |                                               | PS                                            | 16 juli 2009 - 10 november 2014               |
| 21                                                   | Philippe Courard                              |                                               | PS                                            | 19 november 2014 - 17 september 2019          |
| 22                                                   | Rudy Demotte                                  |                                               | PS                                            | 17 september 2019 - 9 juni 2024               |
| 23                                                   | Jean-Paul Wahl                                |                                               | MR                                            | 2 juli 2024 - 16 juli 2024                    |
| 24                                                   | Benoît Dispa                                  |                                               | Les Engagés                                   | 16 juli 2024 - heden                          |

## Samenstelling
Voor het Franse Gemeenschapsparlement worden geen verkiezingen gehouden. 19 van de 72 Franstalige leden van het Brussels Hoofdstedelijk Parlement en alle 75 leden van het Waals Parlement bezetten namelijk samen alle zetels van de Franse Gemeenschapsraad. Behalve als een lid van het Waals Parlement Duitstalig is, dan neemt een Franstalige partijgenoot plaats.
| Partij | Partij          | 1995-1999 | 1999-2004 | 2004-2009 | 2009-2014 | 2014-2019 | 2019-2024 | 2024-2029 |
| ------ | --------------- | --------- | --------- | --------- | --------- | --------- | --------- | --------- |
|        | PS              | 35        | 28        | 41        | 35        | 36        | 28        | 24        |
|        | MR              | 28        | 30        | 26        | 25        | 30        | 23        | 31        |
|        | Ecolo           | 10        | 18        | 5         | 18        | 6         | 16        | 7         |
|        | PTB             | -         | -         | -         | -         | 2         | 13        | 12        |
|        | Les Engagés     | 18        | 16        | 17        | 16        | 16        | 11        | 19        |
|        | DéFI            | -         | -         | -         | -         | 3         | 3         | 1         |
|        | Parti Populaire | -         | -         | -         | -         | 1         | -         | -         |
|        | Front National  | 3         | 1         | 5         | -         | -         | -         | -         |
|        | Onafhankelijken | -         | 1         | -         | -         | -         | -         | -         |